# Ornithosuchus
Ornithosuchus (nghĩa là "cá sấu chim") là một chi Pseudosuchia tuyệt chủng, hóa thạch của chúng có niên đại từ thời kỳ Trias muộn (Carnia) tại nơi ngày nay là Scotland. Ban đầu nó được cho là tổ tiên của khủng long Carnosauria (như Allosaurus). Tuy nhiên, nay các nhà khoa học biết rằng Ornithosuchus có quan hệ gần hơn với cá sấu. 